# Tadeusz Höflinger
Tadeusz Marian Höflinger (ur. 2 października 1882 we Lwowie, zm. 29 kwietnia 1951 tamże) – przemysłowiec, radny Rady Miasta Lwowa.

## Życiorys
Syn Jana (1856–1903) i Tekli z Cwillów (1850–1906). W 1904 ukończył naukę w gimnazjum we Lwowie, a w 1910 studia na Wydziale Prawa Uniwersytetu Lwowskiego. Za czasów gimnazjalnych był członkiem postępowo-niepodległościowej organizacji „Promień”, od 1904 członkiem „Sokoła”, od 1912 Polskich Drużyn Strzeleckich. Uczestniczył w obronie Lwowa. Był zastępcą komendanta straży obywatelskiej we Lwowie. Praktykę przemysłowca odbył w Wiedniu i Dreźnie. Po ojcu przejął założoną przez niego fabrykę cukrów i czekolady we Lwowie. Był członkiem wspierającym Macierzy Szkolnej dla Księstwa Cieszyńskiego. Pełnił funkcję prezesa wydziału Małopolskiego Związku Polskich Towarzystw Śpiewaczych i Muzycznych we Lwowie, wybrany 12 marca 1935 (sekretarzem był płk Feliks Joszt). Działał w Izbie Przemysłowo-Handlowej (w 1927 wybrany II wiceprezydentem; wówczas prezydentem został Henryk Kolischer, a I wiceprezydentem Jan Rucker, był członkiem sekcji przemysłowej IPH). Został wiceprezesem Zjednoczenia Stanu Średniego w 1928. Był członkiem założycielem, od 1909 do 1916 członkiem zarządu, a od 1930 członkiem komisji rewizyjnej Towarzystwa Szkoły Handlowej we Lwowie. W 1929 był współzałożycielem Towarzystwa Szkoły Grafiki (wraz z nim m.in. Jan Rucker) i został wybrany jego prezesem. Od listopada 1925 do 1928 sprawował stanowisko prezesa klubu piłkarskiego Czarni Lwów. Działał w ramach Targów Wschodnich we Lwowie. Do lutego 1935 był prezesem spółki akcyjnej „Fabryka Konserw we Lwowie” (jego następcą został Zygmunt Rucker). Był członkiem zwyczajnym Kasyna i Koła Literacko-Artystycznego we Lwowie. W latach 1925–1930 wydawał „Dziennik Lwowski” i „Gazetę Poranną”.
Był wieloletnim radnym Rady Miasta Lwowa w okresie II Rzeczypospolitej, był wybierany w wyborach samorządowych 1934 startując z listy nr 1 (prorządowej), 1939 startując z Listy Chrześcijańsko-Narodowej jako kandydat Obozu Zjednoczenia Narodowego (jego zastępcą został mjr dr Lesław Węgrzynowski).

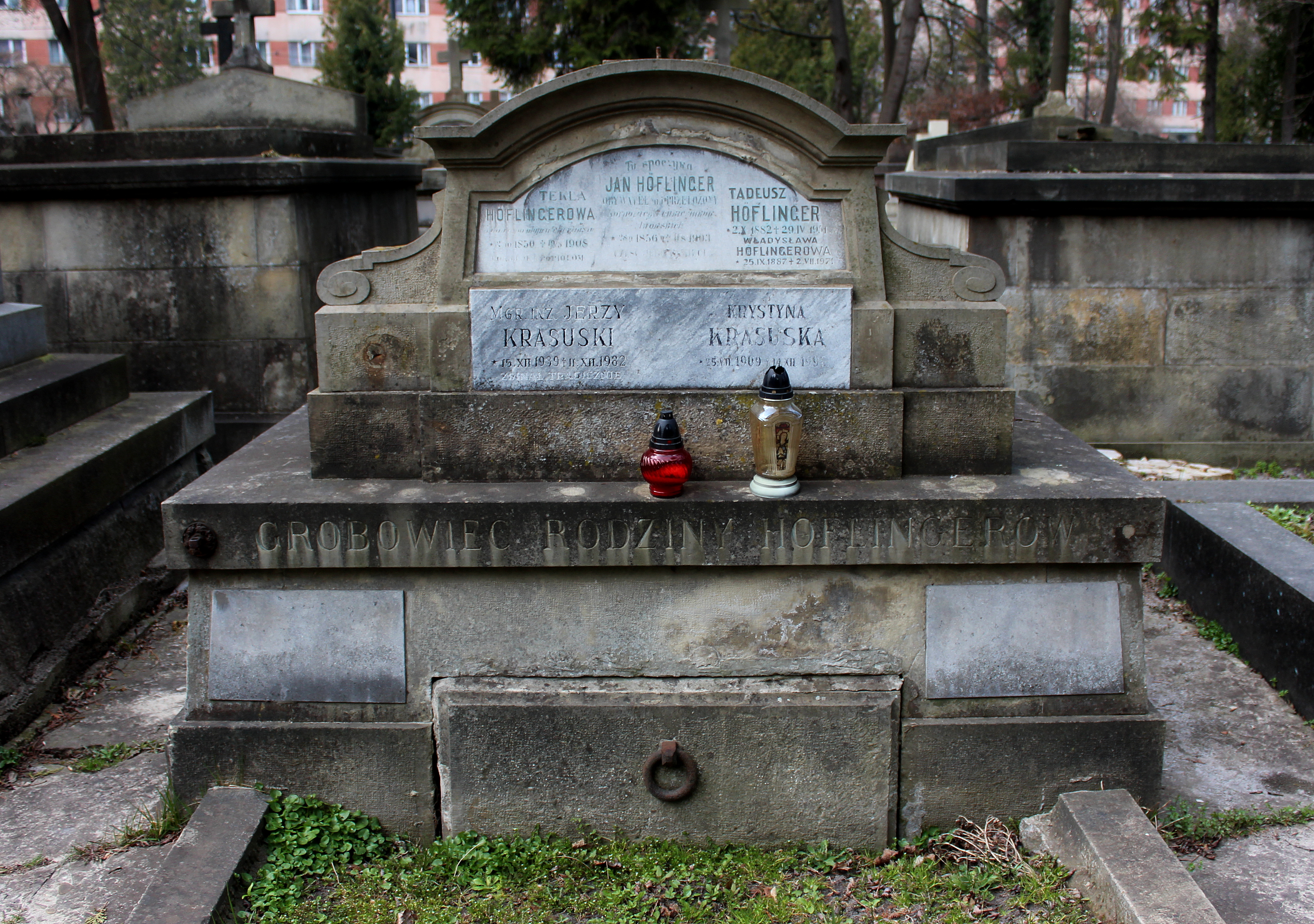
Grobowiec rodzinny Tadeusza Höflingera

Został pochowany na Cmentarzu Łyczakowskim we Lwowie. Jego żoną była Władysława z domu Kania (1887–1971), z którą miał córki: Irenę, Krystynę, Zofię i Hannę.

## Ordery i odznaczenia
- Złoty Krzyż Zasługi (30 listopada 1929)[21]
- Krzyż Oficerski Orderu Lwa Białego (Czechosłowacja, 1932)[22]